# Смикодуб Олександр Іванович
Олександр Іванович Смикодуб (9 жовтня 1948, Москва — 21 лютого 2009) — український медик, професор, керівник клініки клітинної терапії.

## Біографія
Народився 9 жовтня 1948 року у Москві. У 1966 році із золотою медаллю закінчив середню школу № 45 у Києві. Впродовж 1966–1972 років навчався в Київському медичному інституті, був студентом 16-ї групи лікувального факультету.
У 1972–1975 роках навчався в аспірантурі цього ж медінституту під керівництвом члена-кореспондента Академії медичних наук СРСР Миколи Нечипоровича Зайка. У 1976 році Олександр Іванович захистив кандидатську дисертацію на тему «Експериментальні дані про порушення енергозабезпечення артеріальної стінки при її денервації».
З кінця 1979 року працює асистентом кафедри госпітальної терапії № 3, керівник курсу військово-польової терапії та терапії екстремальних умов.
З 1985 року почав займатися проблемами ембріональних стовбурових клітин, їх клінічного застосування, та працювати в галузі трансплантації клітин ембріональної печінки. З 1991 року, після отримання дозволу Міністерства охорони здоров'я України, почав використовувати ембріональні клітинні суспензії в широкій клінічній практиці для лікування захворювань, які супроводжуються зменшенням клітинної маси, дистрофіями, розвитком склерозу, а також малігнізацією. У 1992 році описав пряму гіпоглікемічну дію ембріональних стовбурових клітин гемопоезу.
У лютому 1994 року Олександр Іванович став співвласником ТОВ «До-Цент ембріональних тканин „ЕмСелл“», а у вересні цього ж року була відкрита перша у світі клініка клітинної терапії.

## Громадська і наукова діяльність
Олександр Смикодуб був членом наукових товариств, серед яких:
- Celluar Therapy Society;
- Cell Transplantat Society;
- Multinational Association of Supportive care in Cancer тощо.

Розроблені ним нові методи лікування знайшли відображення у 17 патентах, з яких два США, два Нідерландів, вісім України та інших європейських країн.